# Bouqueval
Bouqueval egy község Franciaországban. Lakosainak száma 306 fő (2022. január 1.).

## Földrajza
Bouqueval Fontenay-en-Parisis, Villiers-le-Bel, Gonesse, Goussainville és Le Plessis-Gassot községekkel határos.